# ISO 19439

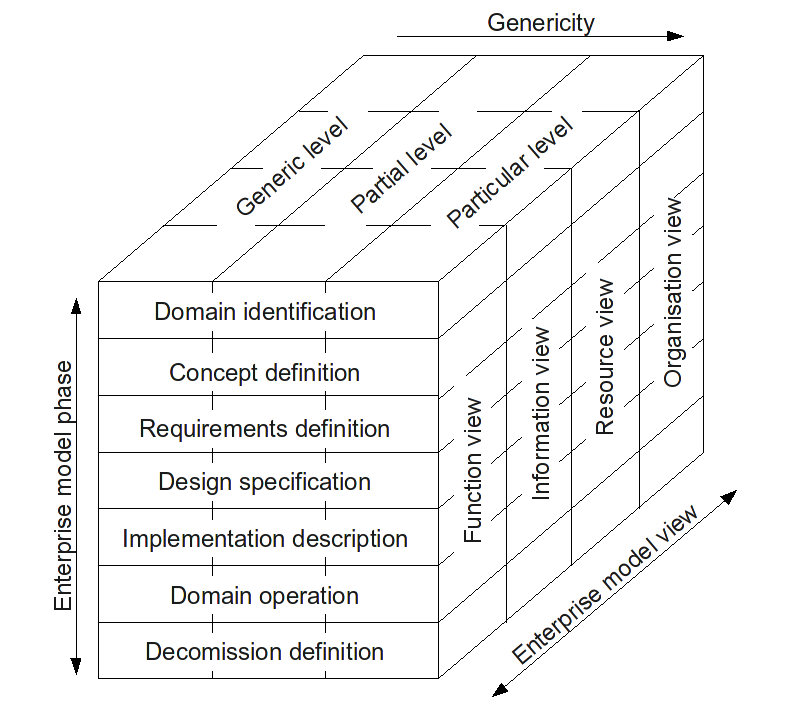
Représentation générale de la norme ISO 19439.

La norme ISO 19439 spécifie un framework se conformant aux exigences d'ISO 15704. Elle sert de base commune pour identifier et coordonner le développement de normes (dont la norme ISO 19440) pour la modélisation d'entreprise, plus particulièrement autour du principe de CIM.
Elle se définit autour de trois axes principaux :
- Les phases
  - Identification du domaine
  - Définition du principe
  - Expression des besoins
  - Spécification du modèle
  - Description de l'implémentation
  - Contrôle et pilotage
  - Définition de la mise hors service
- Les vues
  - Fonction
  - Information
  - Ressource
  - Organisation
- Le niveau de généricité
  - Générique
  - Partiel
  - Particulier